# KUNST Magazin
Das KUNST Magazin war ein deutsches, überregionales Magazin, das von 2006 bis 2013 über Kunstthemen und Ausstellungen berichtete.

## Geschichte
Das KUNST Magazin wurde im April 2006 als KUNST Magazin Berlin von Jennifer Becker in Berlin gegründet. In den ersten vier Jahren bezog sich das Magazin inhaltlich fast ausschließlich auf Berlin. Das Magazin erschien bis Februar 2007 zunächst im DIN A6-Format, ab der März-Ausgabe 2007 im DIN A5-Format. Im Januar 2010 erfolgte die Umbenennung in KUNST Magazin. Mit der Ausgabe Dezember 2013 wurde das Erscheinen eingestellt.
Zuletzt erschien das KUNST Magazin mit zehn Ausgaben pro Jahr (Doppelausgaben: Jul./Aug. und Dez./Jan.) und einer monatlichen Auflage von 40.000 Stück. Absatzgebiet waren Deutschland, die deutschsprachige Schweiz und Österreich, wobei das Magazin zweisprachig in Deutsch und Englisch erschien. Überwiegend wurde das Magazin im Selbstvertrieb in Hotels, Galerien, Museen und Akademien ausgelegt.

## Inhalt und Themen
Das KUNST Magazin enthielt in der vorderen Hälfte redaktionelle Beiträge wie Artikel, Interviews mit Künstlern und Sammlern und Buchrezensionen. Im hinteren Teil wurden dagegen aktuelle Ausstellungen präsentiert.
Ab 2007 hatte jede Ausgabe einen thematischen Schwerpunkt, etwa Tabu (03/08), Würde (02/09) oder Vision (02/10). Ab Februar 2010 wurde außerdem jeweils eine Galerie vorgestellt.
Ab 2010 organisierte das KUNST Magazin jeden Monat ein Sammlergespräch in Berlin. Gäste dieser Reihe waren u. a. Thomas Rusche, Thomas Olbricht und Christiane zu Salm. Moderiert wurden die Sammlergespräche von Jan Kage. Die Sammlergespräche sind 2013 in Buchform erschienen.